# Danielle Casanova
Danielle Casanova (nom de soltera Vincentelli Perini, Ajaccio, 9 gener de 1909 - Auschwitz, 9 de maig de 1943) va ser una militant comunista i membre de la Resistència francesa. Va ser responsable del Mouvement Jeunes Communistes de França (MJCF) abans de fundar la Union des jeunes filles de France (UJFF). Va ser deportada i torturada al camp de concentració d'Auschwitz.

## Biografia
Vincentelli Perini es va formar a l'escola dental de París. Allà va començar a militar a la Union fédérale des étudiants. Va conèixer al seu futur marit, Laurent Casanova, en aquesta organització. El 1928 es va incorporar a la Joventut Comunista.

Va començar a anomenar-se «Danielle» i es va convertir en secretària de l'organització juvenil a la Facultat de Medicina. Encara estudiant, es va incorporar al Comitè Central del MJCF al setè congrés de juny de 1932 i va assumir la seva direcció el febrer de 1934, on era l'única dona. Davant de la ràpida expansió del MJCF, al vuitè congrés de Marsella de 1936 es va crear la UJFF. Aquesta organització, tot i ser propera a la joventut comunista, tenia com a objectiu crear un moviment de base pacifista i antifeixista. Va ser elegida secretària general de la UJFF en el primer congrés de desembre de 1936 i va organitzar una recollida de llet per a infants víctimes de la Guerra Civil espanyola.

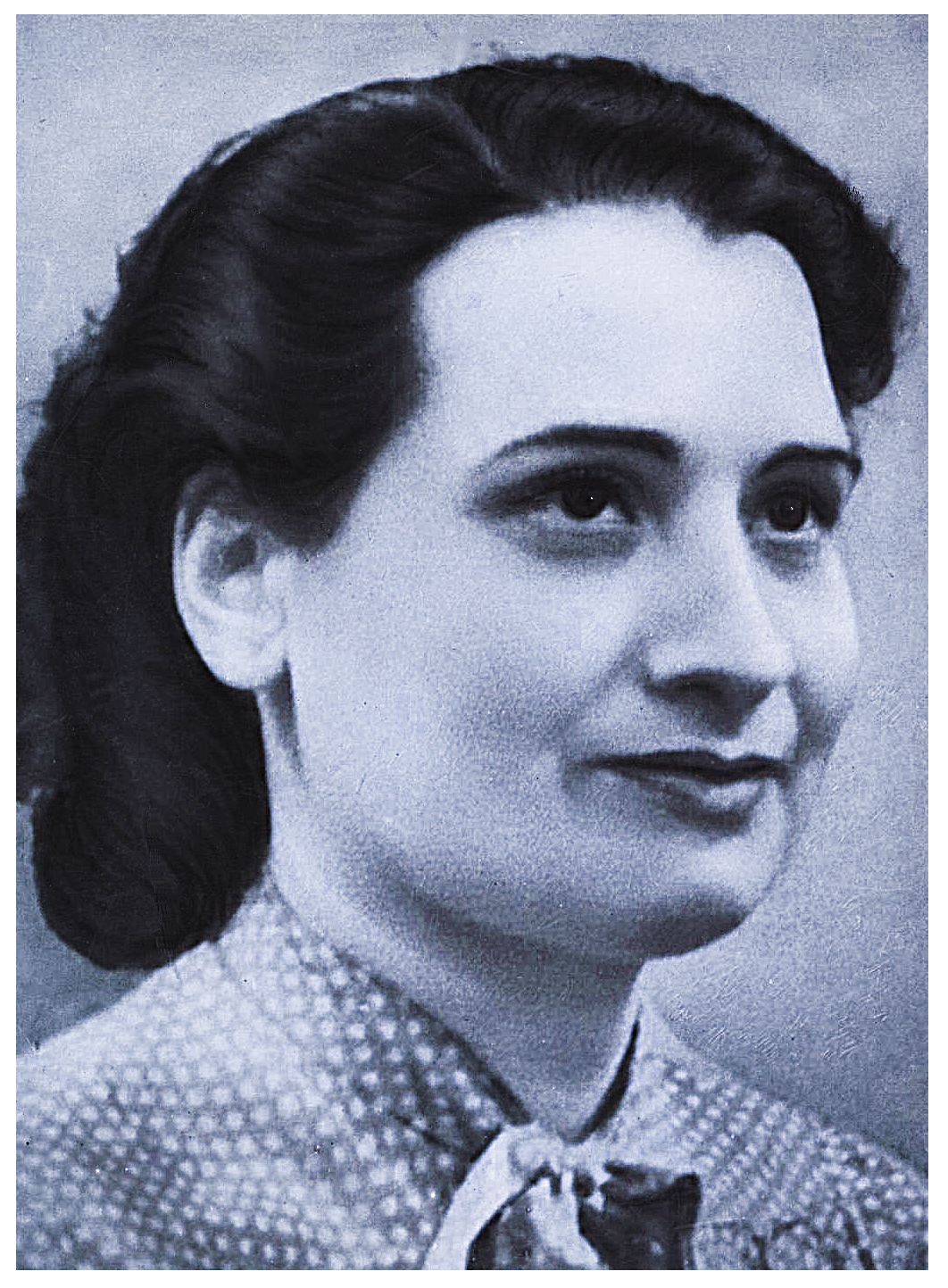

Després de la prohibició del MJCF el setembre de 1939, Danielle Casanova va passar a la clandestinitat i va escriure al diari Le Trait de l'Union. A partir de l'octubre de 1940, després de la batalla de França, va ajudar a la creació dels comitès de dones a la regió de París, a la vegada que col·laborava per a la premsa alternativa, especialment Pensée Libre. També va fundar La Voix des Femmes. Va organitzar manifestacions contra l'exèrcit d'ocupació nazi, incloent-hi els fets del 8 i 11 de novembre de 1940 arran de l'arrest del físic Paul Langevin per part de la Gestapo. El 2 d'agost de 1941, Casanova es reuní amb Albert Ouzoulias a Montparnasse i es feu càrrec dels Bataillons de la Jeunesse, grups d'acció directa vinculats a les Jeunesses Communistes.
La policia francesa va arrestar Casanova el 15 de febrer de 1942 mentre estava ajudant a Georges Politzer i la seva esposa. Transportada a Auschwitz el 24 de gener de 1943, va servir com a dentista a la infermeria del camp. Va ajudar altres dones del comboi dels 31.000 que van arribar a Auschwitz, ensenyant a Maïe Politzer i Madeleine Passot a fer d'infermeres. No va deixar d'endegar campanyes, organitzar publicacions i esdeveniments clandestins, fins i tot en les extremes condicions de vida d'un camp de concentració. Va morir de tifus el 9 de maig de 1943.

## Llegat
Com a heroïna de la Resistència, carrers, escoles, i universitats duen el seu nom arreu de l'Estat francès, així com un transbordador entre Marsella i Còrsega. La periodista Simone Téry en va escriure una biografia.